# Р.А.Б. Антикризисный роман
Р. А. Б. — книга Сергея Минаева, является финалом трилогии «Духless», «The Телки» и «Р. А.Б.». Книга вышла 25 марта 2009 года в Москве, но первая глава была готова уже в сентябре 2007 года.

## Сюжет
Так называемый антикризисный роман, главным героем которого является Александр Исаев, представитель среднего класса, среднестатистический менеджер с кредитами, друзьями, такими же как и он, и женой, которая мечтает об Анталии. Сюжет развивается с того момента, когда увольняют одного вышестоящего начальника, среди менеджеров начинается жесткая конкуренция. Эта конкуренция меняет сознание главного героя. В один из дней компанию Исаева покупает более крупная, начинается скучная и однообразная жизнь. Исаев начинает ощущать в воздухе "революцию". В результате финансового кризиса менеджеры крупнейших компаний начинают массовую забастовку, из-за чего Исаев попадет на допрос к созданным органам контроля. После увольнения он пытается создать новую жизнь...Жизнь, в свою очередь, строит ему множество «баррикад». После гибели возлюбленной он ищет способ утешить боль и отправляется в Казань, где забастовки не смогли подавить местные силы и все перешло в военные стычки с властями. История заканчивается тем, что главный герой остается наедине с собой, мыслями и фантазиями о будущем с погибшей возлюбленной.